# Pleioblastus solidus
Pleioblastus solidus är en gräsart som beskrevs av Shao Yun Chen. Pleioblastus solidus ingår i släktet grenbambu, och familjen gräs. Inga underarter finns listade i Catalogue of Life.